# پدر دوست‌داشتنی
پدر دوست‌داشتنی (ایتالیایی: Belli di papà) یک فیلم کمدی ایتالیایی است که در سال ۲۰۱۵ منتشر شد. از بازیگران آن می‌توان به دیگو آباتانتوئونو و آلساندرو جنووِزی اشاره کرد.